# ۱۳/۱۳/۱۳
۱۳/۱۳/۱۳ (به انگلیسی: 13/13/13) یک فیلم ترسناک آمریکایی محصول ۲۰۱۳ به نویسندگی و کارگردانی جیمز کالن برساک برای کمپانی اسایلم است. در این فیلم تری ایرلند، ارین کوکر، جودی بارتون، جرد کوهن، کالیکو کوپر و جسیکا کامرون به ایفای نقش پرداخته‌اند.

## داستان
هزار سال است که انسان هر ۴ سال یک روز به تقویم اضافه می‌کند و با این کار تفسیر بشر از پیش‌بینی تقویم مایاها مبنی بر پایان جهان در سال ۲۰۱۲ را نقض می‌کند. در سیزدهمین روز از سیزدهمین ماه هزاره جدید، بازماندگان با دنیایی از شیاطین روبرو شوید در ۱۳/۱۳/۱۳ کل نسل بشر (به استثنای کسانی که در یک سال کبیسه به دنیا آمده‌اند) دیوانه می‌شوند. کسانی که در یک سال کبیسه به دنیا آمده‌اند، برای نبرد با شیاطین گیر کرده‌اند.